# Alain Attalah
Alain Pierre Terry Joseph Attalah (in arabo الان بيير عطا االله‎?; Alessandria d'Egitto, 15 ottobre 1964) è un ex cestista e allenatore di pallacanestro egiziano.

## Carriera
Con l'Egitto ha disputato due edizioni dei Giochi olimpici (Los Angeles 1984 e Seul 1988) e i Campionati mondiali del 1990.

## Palmarès

### Allenatore
- Coppa di Danimarca femminile: 1

SISU: 2009
- 1. division: 1

Stevnsgade: 2013-14
- NLB: 1

Nyon: 2018-19